# Beagle B.218
El Beagle B.218 (también conocido como Beagle-Miles M.218) fue un monoplano de transporte ligero bimotor de cuatro asientos británico de la década de 1960, construido por Beagle Aircraft Limited en el aeropuerto de Shoreham. El prototipo se modificó y se convirtió en el Beagle B.242, pero ninguna de las variantes entró en producción.

## Diseño y desarrollo
Antes de pasar a formar parte de Beagle, F.G. Miles Ltd había considerado producir reemplazos para el Miles Messenger (monomotor) y el Gemini (bimotor). Se consideraron tres diseños de monoplano de ala baja, el Miles 114 monomotor con tren de aterrizaje fijo en versiones de dos y de cuatro asientos, y el Miles 115 bimotor de tren de aterrizaje retráctil de cuatro asientos. Cuando se formó Beagle, se decidió construir un prototipo del diseño Miles 115 denominado Beagle-Miles M.218; también se decidió construir un prototipo del Miles 114 como M.117, pero al final no se fabricó.
El M.218 era de construcción en plástico y metal; la caja del larguero del ala y el fuselaje inferior trasero estaban fabricados de una aleación de aluminio que formaba una estructura de carga con forma de T que soportaba el plano de cola metálico y todos los componentes de plástico. Estaba propulsado por dos motores de pistón Rolls-Royce Continental O-300 de 108 kW (145 hp) y poseía un tren de aterrizaje triciclo retráctil. La construcción comenzó a finales de 1961 y realizó su primer vuelo en Shoreham el 19 de agosto de 1962. Matriculado como G-ASCK, se exhibió en el Salón Aeronáutico de Farnborough de 1962 con un precio de 9800 libras esterlinas, donde despertó el interés de los clientes, aunque tenían preferencia por los aviones construidos en metal en lugar del M.218 de plástico.
Los aviones de producción iban a llamarse Martlet, pero la empresa no tenía dinero para ponerlo en producción debido a los sobrecostes del Beagle B.206. En mayo de 1963, George Miles abandonó Beagle y la designación M.218 se cambió por B.218. El prototipo fue inmovilizado en tierra en febrero de 1964 para realizarle modificaciones importantes. La mayoría de los componentes de fibra de vidrio fueron sustituidos por una aleación ligera, que incorporó la estructura original en forma de T, y se instalaron unos motores más potentes IO-360 de 145 kW (195 hp). Ahora registrado nuevamente como G-ASTX y designado como Beagle B.242, voló nuevamente el 27 de agosto de 1964. El avión recibió un certificado de aeronavegabilidad el 18 de junio de 1965, pero la empresa se centró en la producción del bimotor Beagle B.206 y del diseño del Beagle Pup monomotor y no podía permitirse desarrollar más el modelo o ponerlo en producción, aunque se inició una segunda célula. El prototipo fue retirado en 1966 y posteriormente resultó destruido en un incendio en un edificio en agosto de 1969.
El Beagle M.218 no tuvo éxito ya que se convirtió en un balón de fútbol político en la lucha interna entre los ex directores de Miles Aircraft y la junta directiva de Beagle; aunque era atractivo para los distribuidores de Beagle, fue visto como un competidor del Beagle 206. Se gastaron más de 300 000 libras esterlinas en un proyecto para el que Beagle no tenía un plan coherente ni los recursos necesarios para producirlo.

## Variantes
Beagle B.218
Prototipo con motores O-300, uno construido.
Beagle B.242
M.218 reconstruido con amplias modificaciones y equipado con motores IO-360.

## Especificaciones (B.218)
Referencia datos: British Civil Aircraft since 1919 Volume 1.

### Características generales
- Tripulación: Uno (piloto)
- Capacidad: 3 pasajeros
- Longitud: 7,7 m (25,3 ft)
- Envergadura: 11,3 m (37 ft)
- Altura: 2,6 m (8,5 ft) [6]
- Superficie alar: 16 m² (172,2 ft²)[6]
- Perfil alar: NACA 23018 en raíz, NACA 2412 en punta[6]
- Peso vacío: 982 kg (2164,3 lb)
- Peso cargado: 1451 kg (3198 lb)
- Planta motriz: 2× motor bóxer de 6 cilindros refrigerado por aire Rolls-Royce Continental O-300-C.
  - Potencia: 108 kW (149 HP; 147 CV) cada uno.
- Hélices: 1× bipala de velocidad constante totalmente abanderable por motor.
- Alargamiento: 8,05:1[6]
- Capacidad de combustible: 70 L[6]

### Rendimiento
- Velocidad máxima operativa (Vno): 298 km/h (185 MPH; 161 kt)
- Velocidad crucero (Vc): 260 km/h (162 MPH; 140 kt)
- Alcance: 1600 km (864 nmi; 994 mi) (combustible máximo)[6]
- Techo de vuelo: 6600 m (21 654 ft) [6]
- Régimen de ascenso: 7 m/s (1378 ft/min) [6]

## Aeronaves relacionadas

### Aeronaves similares
- Beagle B.206

### Secuencias de designación
- Secuencia M._ (interna de Miles): ← M.77 - M.100 - M.105 - M.115
- Secuencia B._ (interna de Beagle): Airedale - Auster D.4 - B.206 - B.218 - B.242 - Basset - Bulldog - Husky →